# Chiến dịch tấn công Zhitomir–Berdichev
Chiến dịch tấn công Zhitomir–Berdichev (tiếng Nga: Житомирско-Бердичевская наступательная операция) là một cuộc tấn công chiến lược của Hồng quân Liên Xô nhằm vào quân đội phát xít Đức ở bờ hữu ngạn sông Dniepr, phía Tây, Tây Nam và Nam Kiev. Chiến dịch này do Phương diện quân Ukraina 1 (chỉ huy: Đại tướng Nikolai Fyodorovich Vatutin) thực thi và kéo dài từ ngày 24 tháng 12 năm 1943 đến 14 tháng 1 năm 1944. Nó cũng là một phần của một chiến dịch quy mô lớn hơn rất nhiều: Chiến dịch tấn công hữu ngạn Dniepr.
Ngay sau khi chặn đứng cuộc phản công vào Kiev của Tập đoàn quân xe tăng 4 và một phần Tập đoàn quân xe tăng 1 (Đức), Phương diện quân Ukraina 1 đã chuyển ngay sang tấn công mà không cần chuẩn bị chiến dịch. Thực chất, đây là giai đoạn tiếp theo của Chiến dịch tấn công Kiev mà quân đội Liên Xô phải tạm hoãn lại 45 ngày để chuyển thế trận sang tạm thời phòng ngự, đối phó với đòn phản công của các Tập đoàn quân xe tăng 1 và 4 (Đức). Được tăng cường Tập đoàn quân xe tăng 1, Tập đoàn quân cận vệ 1 và Tập đoàn quân 18 trong giai đoạn phòng ngự tại Kiev, Phương diện quân Ukraina 1 đã có trong tay những sinh lực mới đủ để đẩy quân Đức lùi xa Kiev hơn nữa và tạo thế cho các chiến dịch tiếp theo.
Ngày 24 tháng 12, các tập đoàn quân 13, 60, cận vệ 1, 18, 38, 40 và 27 đồng loạt tấn công trên địa đoạn dài hơn 300 km từ Ovruch qua Ignatpol, phía Tây Malin, Brusilov, phía Nam Fastov đến Rzhishev. Sau 21 ngày tấn công, Phương diện quân Ukraina 1 đã đẩy lùi Tập đoàn quân xe tăng 4 và cánh trái của Tập đoàn quân xe tăng 1 (Đức - mới được điều từ phía Nam đến) thêm 150 km về phía Tây Kiev và 80 km về phía Nam Kiev. Quân đội Liên Xô đã đánh chiếm Sarny, Korosten, Kostopol, Goshcha, Shepetovka (ở phía Tây Bắc); Zhitomir, Berdichev, Kazatin (ở phía Tây Kiev); Belaya Cherkov, Zhaskov (ở phía Nam) đều là các thành phố lớn hoặc đầu mối đường sắt quan trọng hoặc án ngữ các con đường bộ tiến đến Kiev. Những nỗ lực tái chiếm Kiev của Quân đội Đức Quốc xã hoàn toàn bị bẻ gãy. Thậm chí, ngày 3 tháng 1, Tập đoàn quân xe tăng 1 (Liên Xô) còn đột phá đến Zhmerinka, đánh chiếm Vinitshia (lần thứ nhất). Chỉ nhờ trận phản công của Quân đoàn xe tăng 46 và Quân đoàn bộ binh 29, tướng Hans-Valentin Hube mới đẩy lùi được Tập đoàn quân xe tăng 1 (Liên Xô) về Lipovets.
Ngày 14 tháng 1, Phương diện quân Ukraina 1 chấm dứt chiến dịch trong tình thế quân đội Đức Quốc xã cũng không còn đủ sức để phát huy những gì đã đạt được sau đòn phản kích vào Tập đoàn quân xe tăng 1 (Liên Xô). Quân đội Liên Xô đã mở rộng gấp đôi khu đầu cầu Kiev và chuẩn bị cho một chiến dịch mới nhằm khoét sâu thêm vào tuyến phòng ngự của Quân đội Đức Quốc xã trên hướng chiến lược quan trọng này.

## Tình huống mặt trận
Trận phản công tái chiếm Kiev của hàng chục sư đoàn xe tăng và cơ giới Đức đã bị chặn đứng. Hạ tuần tháng 12 năm 1943, Tập đoàn quân xe tăng 1 và Tập đoàn quân xe tăng 4 (Đức) đã phải chuyển sang phòng ngự sau những tổn thất lớn về binh lực và phương tiện. Trong khi đó, Quân đội Liên Xô đã tăng viện cho Phương diện quân Ukraina các tập đoàn quân 18, Cận vệ 1 và Tập đoàn quân xe tăng 1. Những binh đoàn tăng viện này không những đủ để ngăn chặn cuộc phản công của Quân đội Đức Quốc xã mà còn đủ để Phương diện quân Ukraina 1 tiếp tục chiến dịch tấn công mà họ đã phải tạm dừng từ ngày 13 tháng 11 để thực hiện chiến dịch phòng ngự Kiev.
Ở phía Bắc, Phương diện quân Byelorussia đã áp sát Mozyr. Các tập đoàn quân 13 cũng chiếm được vị trí xuất phát tấn công thuận lợi ở thành phố Ovruch và phối hợp với cánh phải của Tập đoàn quân 60 áp sát Korosten, buộc tướng Erhard Raus phải điều Quân đoàn xe tăng 48 lên giữ đầu mối giao thông đường sắt quan trọng này. Trong các ngày từ 19 đến 22 tháng 12, quân đoàn này phối hợp với Quân đoàn bộ binh 59 (Đức) đột phá về phía Tây để nới rộng trận tuyến nhưng đều bất lực trước Tập đoàn quân 60 (Liên Xô). Ở phía Tây Kiev, các Quân đoàn bộ binh 13 và Quân đoàn xe tăng 42 (Đức) phải dừng bước tại Radomyshl và Stavishche trước các tập đoàn quân 18, 38 và Cận vệ 1 (Liên Xô). Trên con đường sắt và đường bộ Zhitomir - Kiev, các tập đoàn quân xe tăng 1 và Cận vệ 3 đã đợi sẵn. Ở phía Tây Nam và Nam Kiev, Quân đoàn bộ binh 7 và Quân đoàn xe tăng 24 (Đức) đã bất lực khi đột phá vào phòng tuyến Fastov - Stayki của các tập đoàn quân 27 và 40 (Liên Xô).
Trong khi Quân đoàn xe tăng 3 (Đức) được điều động từ Tập đoàn quân xe tăng 1 lên phía Bắc còn đang mắc kẹt tại Dolinskaya (Dolinska) và Novo Ukrainka, buộc phải đi vòng qua Pervomaisk và sử dụng đường bộ để tiếp cận chiến trường thì Phương diện quân Ukraina 1 (Liên Xô) đã phát động tấn công sớm. Sư đoàn xe tăng 23 (Đức) phải dừng lại ở Spola và Shevchenkovsky (Shevchenkove), trong đội hình Tập đoàn quân 8 (Đức).

## Binh lực và kế hoạch

### Quân đội Liên Xô
Phương diện quân Ukraina 1 thực hiện chiến dịch tấn công này được coi là phương diện quân mạnh nhất của Quân đội Liên Xô trên chiến trường Xô-Đức đầu năm 1944. Trong tay đại tướng N.F.Vatutin có 2 tập đoàn quân xe tăng, 1 quân đoàn xe tăng độc lập, 7 tập đoàn quân bộ binh. Các tập đoàn quân 27 và 40 được giao nhiệm vụ dồn ép quân Đức tại tuyến phòng thủ Fastov - Stayki ra xa Kiev về phía Nam, đề phòng đòn đột kích của quân Đức từ phía Nam vào sau lưng chủ lực phương diện quân đang tập trung ở hướng Tây. Các đơn vị của Phương diện quân Ukraina 1 đều được huy động vào trận đánh, gồm có:
- Tập đoàn quân 13 của tướng N. P. Pukhov gồm 3 quân đoàn bộ binh, 2 lữ đoàn xe tăng độc lập, 7 trung đoàn pháo và súng cối.
- Tập đoàn quân 60 của tướng I. D. Cherniakhovsky gồm 4 quân đoàn bộ binh, 3 trung đoàn pháo tự hành, 6 trung đoàn pháo và súng cối.
- Tập đoàn quân 18 của tướng K. N. Leselidze gồm 3 quân đoàn bộ binh, 1 lữ đoàn pháo tự hành cận vệ, 6 trung đoàn pháo và súng cối.
- Tập đoàn quân 38 của tướng K. S. Moskalenko gồm 3 quân đoàn bộ binh, 2 lữ đoàn cơ giới cận vệ, 4 trung đoàn pháo và súng cối.
- Tập đoàn quân cận vệ 1 của tướng A. A. Grechko gồm 3 quân đoàn bộ binh, 1 lữ đoàn xe tăng, 2 trung đoàn pháo tự hành, 8 trung đoàn pháo và súng cối.
- Tập đoàn quân 27 của tướng S. G. Trofimenko gồm 2 quân đoàn bộ binh, 7 trung đoàn pháo và súng cối.
- Tập đoàn quân 40 của trung tướng F. F. Zhmachenko gồm 2 quân đoàn bộ binh, Lữ đoàn độc lập Tiệp Khắc 1, 1 trung đoàn pháo tự hành độc lập, 9 trung đoàn pháo và súng cối.
- Tập đoàn quân xe tăng 1 của tướng M. E. Katukov gồm 2 quân đoàn xe tăng cận vệ, 1 lữ đoàn xe tăng cận vệ độc lập, 1 trung đoàn pháo tự hành, 2 trung đoàn pháo và 2 trung đoàn phòng không.
- Tập đoàn quân xe tăng cận vệ 3 của tướng P. A. Rybalko gồm 2 quân đoàn xe tăng cận vệ, 2 lữ đoàn xe tăng độc lập, 2 trung đoàn pháo và 1 trung đoàn phòng không.
- Tập đoàn quân không quân 2 của tướng S. A. Krasovsky gồm 3 sư đoàn không quân, 7 trung đoàn không quân độc lập và 3 trung đoàn phòng không yểm hộ cho cuộc tấn công và làm các nhiệm vụ vận tải, trinh sát...

Do địa hình chiến trường phía Tây và Tây Nam Kiev tương đối bằng phẳng, không có các dãy điểm cao quá lớn, các sông suối hầu hết đều nông và hẹp, dễ dàng cơ động xe tăng và pháo binh nên tướng N. F. Vatutin chọn phương án tấn công theo hình quạt tỏa rộng ra các phía để mở rộng tối đa khu vực đầu cầu Kiev, hất quân Đức về phía bên kia sông Sluch và chiếm lĩnh con đường sắt quan trọng từ Uman đi Rovno, không cho quân Đức tự do cơ động xe tăng từ phía Nam lên phía Bắc và ngược lại.

### Quân đội Đức Quốc xã
Sau khi cuộc phản công tái chiếm Kiev của quân Đức bị quân đội Liên Xô chặn đứng, thống chế Erich von Manstein đã nghĩ đến chuyện phải rút lui về thiết lập các tuyến phòng thủ trên các con sông Uborth, Sluch, Styr ở phía Bắc và sông Nam Bug ở phía Nam, tạo thành hai đến ba lớp rào ngăn chặn đà tiến quân của quân đội Liên Xô để có thêm thời gian củng cố lại binh lực. Tuy nhiên, ý định trên không thành bởi "Chỉ thị 51" của Hitler và cuộc tấn công gần như ngay tức khắc của quân đội Liên Xô đã không cho cánh Bắc của Cụm tập đoàn quân Nam (Đức) không thể có thêm, dù một ngày, để rút lui có trật tự. Trong khi các sư đoàn xe tăng Đức được tăng cường còn đang mắc kẹt trên các tuyến đường sắt ở Trung-Tây Ukraina hay còn ở đâu đó trên các tuyến đường sắt từ Tây Âu đến Ukraina thì các quân đoàn xe tăng hiện có trong tay tướng Erhard Raus đã phải chống đỡ với đòn tấn công mới của Quân đội Liên Xô. Binh lực của các tập đoàn quân Đức trên mặt trận đối diện với Phương diện quân Ukraina 1 (Liên Xô) gồm có:
 Tập đoàn quân xe tăng 4
- Quân đoàn xe tăng 24 của tướng Walther Nehring gồm 3 sư đoàn xe tăng, 3 sư đoàn bộ binh và 5 trung đoàn pháo binh.
- Quân đoàn xe tăng 42 của tướng Franz Mattenklott gồm 2 sư đoàn xe tăng, 3 sư đoàn bộ binh, 1 sư đoàn đổ bộ đường không và 4 trung đoàn pháo binh.
- Quân đoàn xe tăng 48 của tướng Hermann Balck gồm 3 sư đoàn xe tăng và 2 sư đoàn bộ binh co giới.
- Quân đoàn bộ binh 13 của tướng Arthur Hauffe gồm 3 sư đoàn bộ binh và 1 sư đoàn kỵ binh.
- Quân đoàn bộ binh 59 của các tướng Kurt von der Chevallerie gồm 4 sư đoàn bộ binh.

Tập đoàn quân xe tăng 1 chỉ có 1 quân đoàn xe tăng 1 quân đoàn bộ binh tới được mặt trận:
- Quân đoàn xe tăng 57 của các tướng Hans-Karl Freiherr von Esebeck gồm 2 sư đoàn xe tăng, 1 sư đoàn cơ giới và 3 sư đoàn bộ binh.
- Quân đoàn bộ binh 29 của tướng Erich Brandenberger gồm 3 sư đoàn bộ binh.

Tập đoàn quân không quân 4 chỉ có thể giành một phần máy bay để yểm hộ cho mặt trận Kiev. Phần còn lại (chủ yếu ở cánh Bắc của mặt trận) do một phần Tập đoàn quân không quân 6 đảm nhận.

## Diễn biến chiến dịch

### Quân đội Liên Xô tấn công

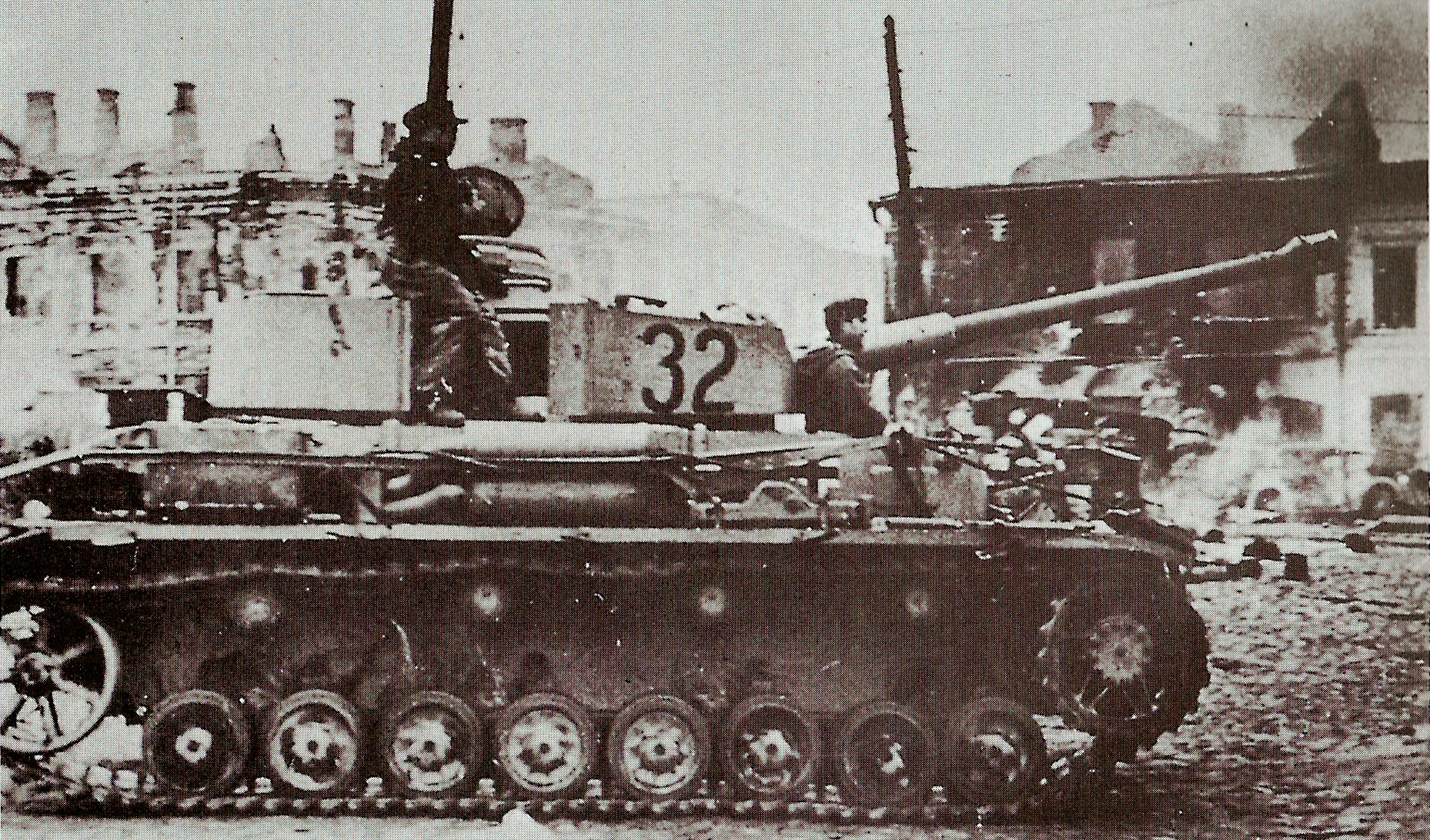
Xe tăng Đức tổ chức phòng ngự tại Zhitomir, tháng 12 năm 1943

Thống chế Đức Erich von Manstein nhận được tin tức đầu tiên về đòn tấn công mới của quân đội Liên Xô tại khu vực Zhitomir - Berdichev vào 20 giờ ngày 24 tháng 12 khi ông đang chuẩn bị cho Lễ Giáng sinh tại Vinitsa. Những báo cáo đầu tiên cho thấy sườn trái của Quân đoàn xe tăng 48 đang cố gắng nới rộng tuyến phòng thủ quanh Korosten đã bị đột kích bằng xe tăng vào sáng sớm cùng ngày. Ban đầu, Manstein không cảm thấy thấy đáng lo ngại lắm về việc này vì với 180 xe tăng còn trong tay, Quân đoàn xe tăng 48 có thể đẩy lùi đòn đột kích của đối phương. Tuy nhiên, đến trưa ngày 25 tháng 12 thì những thông báo đáng ngại nhất đối với Tập đoàn quân xe tăng 4 (Đức) đã bắt đầu xuất hiện tại Sở chỉ huy phía Bắc của Cụm tập đoàn quân Ukraina (Đức). Các không ảnh của trinh sát không quân Đức gửi về cho thấy đội hình xe tăng rất mạnh của quân đội Liên Xô có rất đông bộ binh đi kèm đang tiến rất nhanh trên con đường cao tốc Kiev - Zhitomir. Chếch về phía Tây Nam, cũng xuất hiện nhiều đoàn xe tăng Liên Xô đang tiến dọc theo đường sắt từ Kiev về hướng Berdichev. Ở phía Nam Kiev, xe tăng và bộ binh Liên Xô cũng phát động tấn công về hướng Belaya Cherkov. Cũng trong ngày 25 tháng 12, tướng Friedrich W. Mellenthin nhận được điện hỏa tốc của Sư đoàn xe tăng 19: "Chúng tôi đang hứng chịu hỏa lực từ 30 xe tăng địch. Cấp cứu ! Cấp cứu !". Và sau đó, mất tín hiệu vô tuyến.
Những tin tức được báo cáo cho viên thống chế Đức không phải quá muộn nhưng cũng đủ để thấy rõ tính chất bất ngờ của cuộc tấn công khi các sĩ quan tham mưu của Bộ tư lệnh Tập đoàn quân Nam (Đức) dựa vào kinh nghiệm của Trận vòng cung Kursk đã dự kiến rằng sau chiến dịch phòng thủ Kiev, quân đội Liên Xô phải mất thêm một thời gian để củng cố binh lực rồi mới có thể tiếp tục tấn công. Trên chiến trường, đòn công kích của Tập đoàn quân 13 và quân đoàn xe tăng 23 (Liên Xô) đã làm cho Quân đoàn xe tăng 48 (Đức) phải mất thêm ba ngày đêm để đối phó và chỉ có thể di chuyển về phía Nam sau khi để mất vài chục xe tăng. Trong khi đó, Phương diện quân Ukraina 1 đã huy động hầu hết các binh đoàn xe tăng của họ giáng đòn công kích chủ yếu và chính giữa mặt trận chứ không đột kích từ hai bên sườn như phán đoán của Bộ tham mưu Tập đoàn quân xe tăng 4.

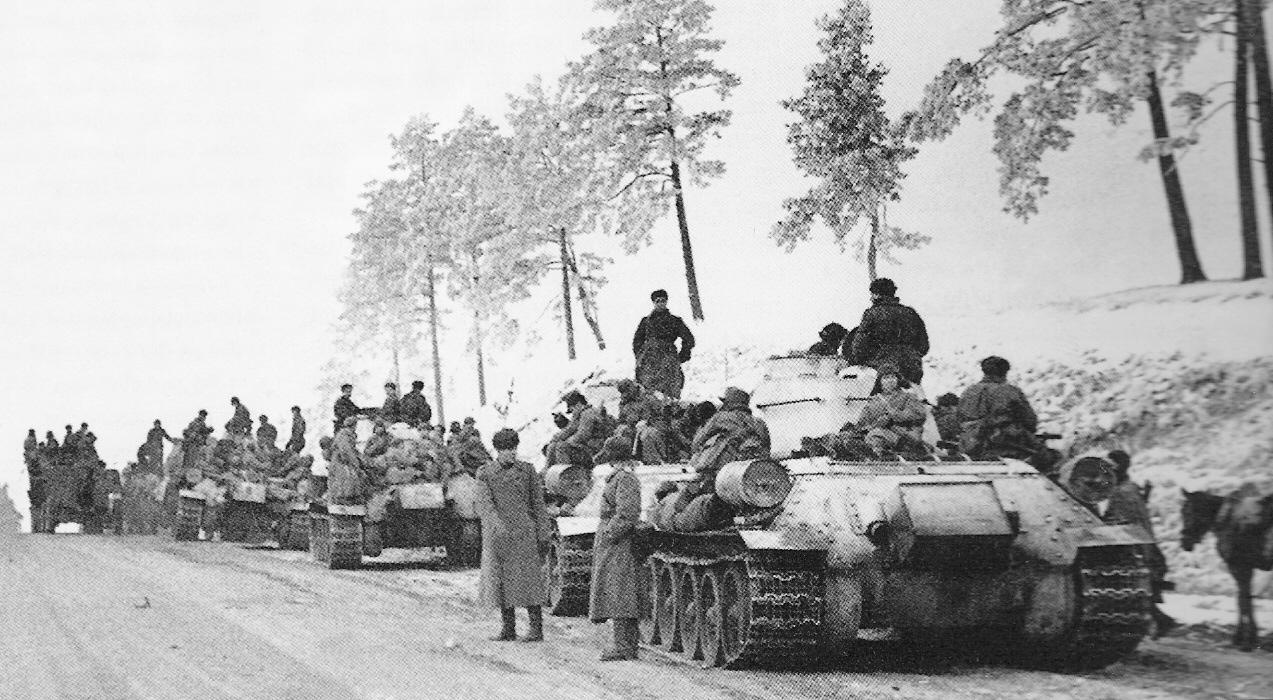
Tập đoàn quân xe tăng 3 (Liên Xô) tập kết chuẩn bị tấn công Zitomir

Trong ngày 24 tháng 12, Tập đoàn quân 38 và Tập đoàn quân cận vệ 1 đã đột phá được hai cửa mở lớn có chiều rộng đến 3 km và chiều sâu đến 2 km ở khu vực Brusilov và Solovyov (Solovyovka). Ngày 25 tháng 12, Tập đoàn quân xe tăng 1 và Tập đoàn quân xe tăng cận vệ được đưa vào các cửa đột phá và phát triển tấn công. Cùng ngày, Tập đoàn quân 40 đã đột phá qua được nhiều ổ phòng ngự của Quân đoàn bộ binh 13 (Đức) dọc theo đường sắt và phát triển về hướng Belaya Cherkov. Tập đoàn quân 27 cũng đánh một đòn bổ trợ bên cánh trái Tập đoàn quân 40 và tiến ra sông Ros. Ngày 26 tháng 12, sau khi chặn đứng các đòn phản kích của các sư đoàn xe tăng 8 và sư đoàn bộ binh 10 (Đức), Tập đoàn quân xe tăng 3 (Liên Xô) đánh chiếm Brusilov. Trước cửa ngõ Solovyov, Sư đoàn xe tăng 20 và Sư đoàn bộ binh 153 (Đức) buộc phải rút lui trước đội hình xe tăng của Tập đoàn quân xe tăng cận vệ 1 (Liên Xô). Cùng ngày Quân đoàn bộ binh 15 (Tập đoàn quân 60) phối hợp với Quân đoàn bộ binh cận vệ 11 (Tập đoàn quân cận vệ 1) phá vỡ tuyến phòng thủ của Quân đoàn bộ binh 59 Đức tại Radomyshl và đánh chiếm thị trấn này vào cuối ngày. Ngày 27 tháng 12, sau khi phá thủng tuyến phòng thủ với chiều rộng lên đến 30 km và chiều sâu lên đến 12 km ở hai khu vực Bắc và Nam sông Irpen, các tập đoàn quân xe tăng Liên Xô lao nhanh về Zhitomir, Berdichev, Kazatin và Pogrebishensky.
Đến ngày 28 tháng 12, Hitler vẫn bất chấp lời khuyến cáo của Erich von Manstein về việc lui quân về giữ tuyến Proskurov (Khmelnitskyi) - Rovno, bên kia sông Nam Bug và sông Sluch. Ông ta chỉ hứa đến ngày 29 tháng 12 sẽ tăng viện cho Tập đoàn quân xe tăng 4 vài sư đoàn xe tăng nhưng cũng không nói rõ là các đơn vị nào và được đưa từ đâu đến. Tình thế buộc tướng Erhard Raus phải rải Quân đoàn xe tăng 3 gồm các sư đoàn xe tăng 13, 17, 19 và sư đoàn bộ binh 101 "Leibstandarte" thành một vòng cung nằm ở phía Tây Berdichev để phòng giữ hướng Vinitsa - Proskurov. Erich von Manstein cũng dự tính rằng, khi các sư đoàn xe tăng của Tập đoàn quân xe tăng 1 được kéo từ phía Nam lên, sẽ được sử dụng phối hợp với các sư đoàn xe tăng 11, 20 để giữ "vòng cung Dniepr". Phần còn lại của Tập đoàn quân xe tăng 4 gồm các sư đoàn xe tăng 1, 7, 8 được lệnh phải giữ chặt tuyến sông Sluch, không cho Quân đội Liên Xô đột phá đến Rovno - Shepetovka.

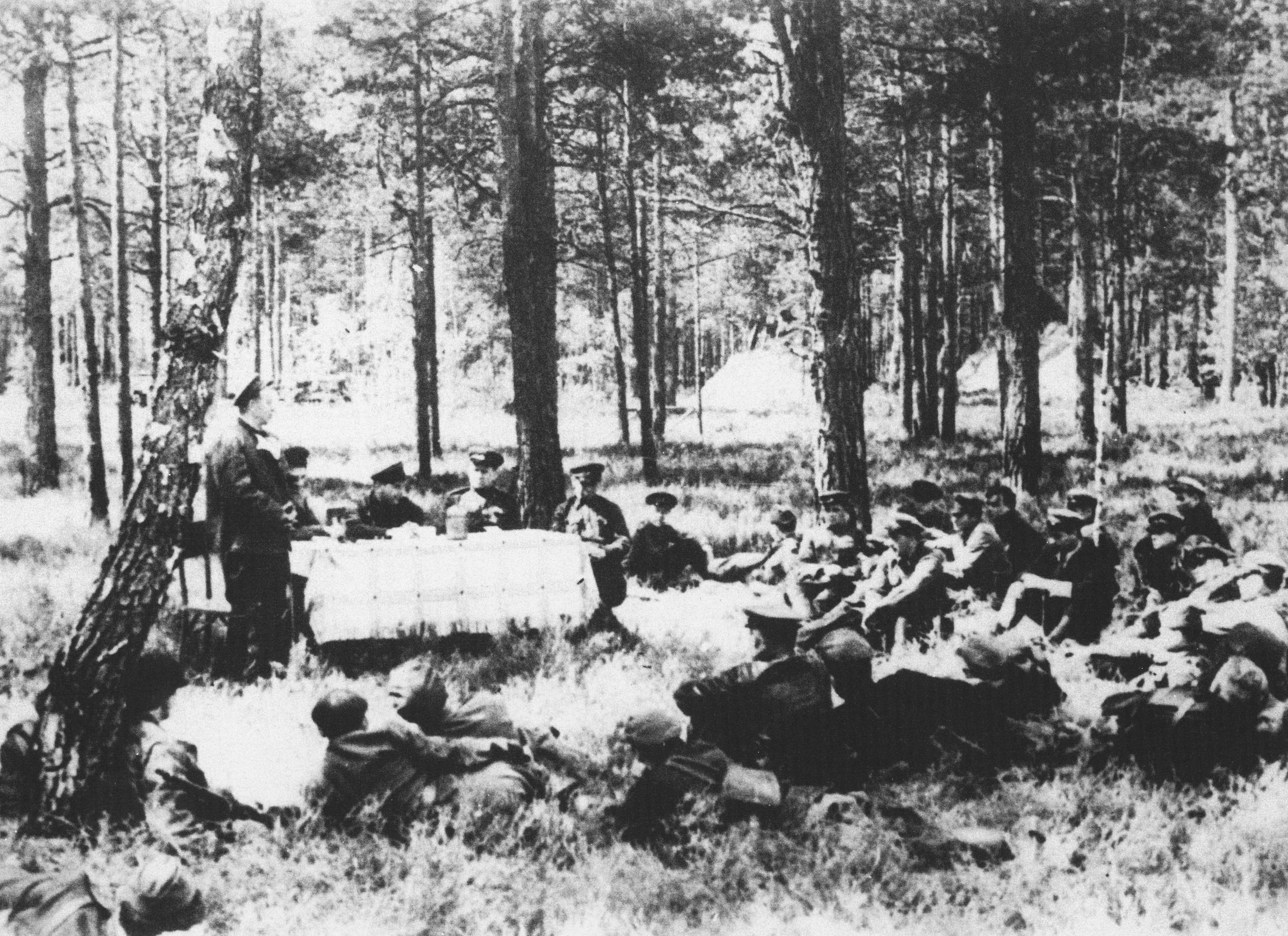
Chính ủy du kích D. S. Krotchenko phổ biến kế hoạch phối hợp tác chiến giữa Sư đoàn bộ binh cận vệ 6 (Tập đoàn quân 13) với các lực lượng du kích Liên Xô trong chiến dịch Zhitomir - Berdichev

Ngày 28 tháng 12, Tập đoàn quân xe tăng 1 (Liên Xô) đã bẻ gãy tuyến phòng ngự của Sư đoàn xe tăng 20 (Đức), đánh chiếm Kazatin và Pogrebishensky (Progrebysche), hình thành thế cô lập Zhitomir - Berdichev từ phía Nam. Ở cánh Bắc, Tập đoàn quân xe tăng 4 (Đức) đã không kịp thiết lập tuyến phòng ngự trên sông Sluch. Ngày 28 tháng 12, Tập đoàn quân 60 huy động 2 trung đoàn pháo tự hành phối hợp với Tập đoàn quân 13 (cũng có trong tay 2 lữ đoàn xe tăng độc lập) đã tràn qua Korosten từ phía Bắc và phía Nam. Ngày 29 tháng 12, Tập đoàn quân 13 đánh chiếm Korosten, Tập đoàn quân 60 đánh chiếm Chernyakhov. Ở giữa mặt trận, ngày 30 tháng 12, Tập đoàn quân xe tăng cận vệ 3 có Tập đoàn quân 18 tiến theo sau đã đánh chiếm Korostychev và áp sát Zhitomir. Cũng trong ngày này, Tập đoàn quân xe tăng 4 (Đức) tung ra 110 xe tăng phản kích vào Tập đoàn quân xe tăng 1 và Tập đoàn quân 38, buộc các tập đoàn quân này phải hoãn cuộc công kích vào Berdichev để tổ chức phòng ngự lâm thời. Ở phía Nam, Ngày 31 tháng 12, Tập đoàn quân 40 đã đánh chiếm Belaya Cherkov và tiếp tục phát triển về hướng Uman. Trong trận Belaya Cherkov, Lữ đoàn độc lập Tiệp Khắc 1 đã tiếp tục tham gia và có vai trò quan trọng trong việc tiêu diệt các ổ đề kháng của quân Đức còn trụ lại trong thành phố. Cùng ngày, Tập đoàn quân xe tăng 3 đánh chiếm Zhitomir.
Ngày 2 tháng 1 năm 1944, Tập đoàn quân 38 (Liên Xô) vẫn phải tiếp tục phòng ngự trước các đòn phản kích của quân Đức tại khu vực Lipovets. Tận dụng khi các sư đoàn xe tăng Đức đang tập trung phản kích tại Ilintsy, Tập đoàn quân xe tăng 1 đã tung Quân đoàn xe tăng cận vệ 11 mở mũi đột kích thẳng về Zhmerinka với ý đồ cô lập Vinitsa từ phía Nam. Các lực lượng chủ yếu của Tập đoàn quân xe tăng 1 gồm Quân đoàn xe tăng cận vệ 8 và Lữ đoàn xe tăng độc lập 64 quay lên phía Tây Bắc, đột kích vào Berdichev. Trên cánh Bắc, Ngày 3 tháng 1, Tập đoàn quân 13, Tập đoàn quân 60 đều đồng loạt vượt sông Sluch dưới sự yểm hộ rất mạnh của 12 trung đoàn pháo binh. Tập đoàn quân 13 đánh chiếm Novograd Volynsky và đánh chiếm cây cầu chung đường sắt - đường bộ rất quan trọng bắc qua sông Sluch tại đây. Ngày 4 tháng 1, Tập đoàn quân 60 áp sát Shepetovka nhưng chưa thể đột kích được vào thành phố. Ngày 5 tháng 1, Tập đoàn quân cận vệ 1 phải giằng co từng ngôi nhà với Sư đoàn xe tăng 7 (Đức) tại thị trấn nhỏ Lyubar bên tả ngạn sông Sluch. Tập đoàn quân 40 có Quân đoàn xe tăng cận vệ 5 mở đường sau khi đánh chiếm Volodarka đã vượt sông Ros tiến về Starvishe (Starvishche). Tập đoàn quân 27 có binh lực yếu nhất của Phương diện quân Ukraina 1 cũng vượt sông Ros và tiến công Tarasha (Tarashcha). Ngày 6 tháng 1, các Tập đoàn quân Liên Xô trên cánh Bắc của mặt trận đã phải tổ chức phòng ngự tích cực trên tuyến Sarny, Kostopol, Gosha (Goshcha), Slavuta và Lyubar mà vẫn chưa dứt điểm được hai trung tâm đề kháng của quân Đức và cũng là hai đầu mối giao thông quan trọng là Rovno và Shepetovka.
Ngày 7 tháng 1, các sư đoàn xe tăng của Tập đoàn quân xe tăng 1 (Đức) tăng viện cho Tập đoàn quân xe tăng 4 đã kéo đến khu vực chiến sự. Quân Đức bắt đầu thực hiện các đòn phản đột kích nhằm củng cố lại tình thế của họ trên tuyến thượng nguồn sông Nam Bug. Như thường thấy, mệnh lệnh của Hitler là phải dùng các đơn vị này để tổ chức phản công chiếm lại Kiev chứ không phải chỉ để phòng ngự.

### Quân đội Đức Quốc xã phản kích
Đòn phản đột kích lớn đầu tiên của quân đội Đức Quốc xã nhằm vào Quân đoàn xe tăng 11 của tướng A. L. Getman thuộc Tập đoàn quân xe tăng 1 (Liên Xô). Bỏ qua Vinnitsya, Quân đoàn này đã tiến thẳng một mạch đến bờ sông Nam Bug và tổ chức vượt sông trong hành tiến để chiếm lấy một đầu cầu nhằm tạo thuận lợi cho Tập đoàn quân xe tăng 1 phát triển tấn công về phía Kamenets Podolsky.
Ngày 8 tháng 1, Quân đoàn xe tăng 11 dù không có bộ binh đi kèm đã đột phá vào nhà ga Zhukovtsovsky (???), phía Nam Vinitsa, phá hủy một đoàn tàu chở xăng dầu và 2 đoàn tàu vận tải của quân Đức. Ngày 9 tháng 1, tiền đội của Quân đoàn xe tăng 11 (Liên Xô) là Lữ đoàn xe tăng 45 và Lữ đoàn cơ giới 40 theo vọt tiến về Zhmerinka theo đường sắt nhằm chiếm giữ cây cầu quan trọng qua sông Bug ở phía Bắc thị trấn này. Ngày 9 tháng 1, Lữ đoàn cơ giới 40 đánh chiếm thị trấn Khnoval (Hnivan). Cùng ngày, Lữ đoàn xe tăng 45 (Liên Xô) bắt đầu giao chiến với Sư đoàn bộ binh 101 "Leibstandarte" (Đức) trên khu vực cách cầu đường sắt Zhmerinka 10 km về phía Bắc. Nếu quân đội Liên Xô chiếm được và giữ vững khu vực đầu cầu này, không những Tập đoàn quân xe tăng 4 (Đức) sẽ mất cả Vinitsa mà ngay cả các căn cứ quan trọng khác như Kamenets Podolsky và Proskurov cũng sẽ bị đe dọa. Đồng thời, chỗ tiếp giáp giữa Tập đoàn quân xe tăng 4 và Tập đoàn quân xe tăng 1 (Đức) sẽ xuất hiện một lỗ hổng nghiêm trọng.
Phát hiện xe tăng Liên Xô đột ngột xuất hiện ở sau lưng Sở chỉ huy, Bộ tư lệnh tập đoàn quân xe tăng 4 (Đức) lập tức phản ứng. Sư đoàn xe tăng 13 và Sư đoàn đổ bộ đường không 1 (Đức) được đưa lực lượng từ tuyến hai ra phía trước. Ngày 10 tháng 1, Sư đoàn xe tăng 13 (Đức) đánh bật Lữ đoàn xe tăng 44 và Lữ đoàn cơ giới 40 khỏi thị trấn Khnoval, khôi phục lại tuyến đường sắt Vinitsa - Zhmerinka. Sư đoàn đổ bộ đường không 1 (Đức) và sư đoàn bộ binh SS "Leibstandarte" tiếp tục những nỗ lực đánh bật Lữ đoàn xe tăng 45 (Liên Xô) trở lại bờ trái sông Nam Bug. Lữ đoàn xe tăng 44 vẫn tiếp tục đi vòng qua Khnoval xuống phối hợp với Lữ đoàn xe tăng 45 giữ khu vực đầu cầu.
Để chi viện cho Quân đoàn xe tăng 11, Tập đoàn quân 38 được lệnh sử dụng Quân đoàn bộ binh cận vệ 17 có các lữ đoàn pháo tự hành cận vệ 7 và 9 hỗ trợ tấn công ngay lập tức từ Lipovets xuống Zhmerinka trợ chiến. Tuy nhiên, ý định này không thực hiện được. Ngày 11 tháng 1, các sư đoàn xe tăng 3 SS, 23 và sư đoàn cơ giới "Großdeutschland" cùng 3 sư đoàn bộ binh của Quân đoàn 29 (Đức) vừa được kéo từ phía Nam lên khu vực Gaysin (Haysyn) - Khristinovka đã đột kích vào tuyến phòng thủ cánh trái của Tập đoàn quân 38 tại Lipoves, Ilintsy, Voroshilovka, Tavrovka (???) và Stepanovka, sát hậu tuyến của Tập đoàn quân xe tăng 1. Quân đội Liên Xô phòng thủ trên hướng này chỉ còn lại Quân đoàn bộ binh 74 và Lữ đoàn pháo tự hành 39. Quân đoàn bộ binh 21 sau khi hỗ trợ cho Quân đoàn xe tăng cận vệ 8 (Tập đoàn quân xe tăng 1) vẫn còn ở lại Berdichev sau chiếm thành phố này. Ngay trong ngày 11 tháng 1, Quân đoàn xe tăng cận vệ 5 được điều đến cửa đột phá của quân Đức tại sườn trái Tập đoàn quân 38. Kế hoạch tấn công của Tập đoàn quân 40 vào Zvenygorodka (dự định có Quân đoàn xe tăng cận vệ 5 tham gia) được hoãn lại.
Trong các ngày 11 và 12 tháng 1, các sư đoàn xe tăng và bộ binh Đức cố gắng đột phá về Pogrebishensky và Kazatin nhưng đều bị Tập đoàn quân 38 và Quân đoàn xe tăng cận vệ 5 đẩy lùi. Ngày 13 tháng 1, Quân đoàn bộ binh 21 được điều trở lại Ilintsy và đã giữ được thị trấn này. Ngày 13 tháng 1, Sư đoàn xe tăng 3 SS cố gắng đột phá một lần nữa vào Lipovets nhưng chỉ chiếm được một nửa thành phố. Nửa còn lại nằm trong tay Quân đoàn xe tăng cận vệ 5 (Liên Xô). Mặc dù giữ được tuyến phòng ngự Lipoves, Ilintsy, Voroshilovka, Tavrovka và Stepanovka nhưng ý định của Bộ tư lệnh Phương diện quân Ukraina 1 hỗ trợ cho Quân đoàn xe tăng 11 chiếm giữ đầu cầu Zhmerinka không thành. Chiều ngày 12 tháng 1, dưới sự yểm hộ của pháo binh và các dàn hỏa lực Katysha bắn chặn phía sau, Quân đoàn xe tăng cận vệ 11 (Liên Xô) rút lui về phía Bắc. Ngày 14 tháng 1, Quân đoàn đã có mặt tại phòng tuyến của Tập đoàn quân xe tăng 1, cách Tây Nam Kazatin 25 km và tổ chức phòng ngự trên tuyến Kaminka - Ulanovka - Galik (???).
Ngày 14 tháng 1, Bộ tư lệnh Phương diện quân Ukraina 1 lệnh cho các đơn vị thuộc quyền tổ chức phòng ngự tích cực. Trong khi đó, Quân đội Đức Quốc xã vẫn chưa ngừng các cuộc phản kích nhằm lấy lại các vị trí đã mất xen kẽ với các trận phản đột kích của Quân đội Liên Xô. Ngày 18 tháng 1, sư đoàn xe tăng 3 SS và sư đoàn bộ binh SS 101 "Leibstandarte" mở một cuộc tấn công nhằm chiếm nốt nửa còn lại của thành phố Lipovets và có lúc tưởng như đã đánh bật được xe tăng Liên Xô ra khỏi thành phố. Nhưng quân đội Liên Xô trấn giữ thành phố bây giờ không phải chỉ là Quân đoàn xe tăng cận vệ 5 mà còn có Tập đoàn quân xe tăng 6 gồm Quân đoàn xe tăng cận vệ 5 và Quân đoàn cơ giới 5 (mới được tăng cường, có 3 lữ đoàn cơ giới, 1 lữ đoàn xe tăng, 3 trung đoàn pháo tự hành và 2 tiểu đoàn súng cối). Ngày 20 tháng 1, Sư đoàn xe tăng 3 SS và sư đoàn 101 "Leibstandarte" (Đức) đã bị hai quân đoàn xe tăng, cơ giới Liên Xô đánh bật khỏi thành phố. Ngày 21 tháng 1, Tập đoàn quân 40 (Liên Xô) tiếp tục mở một cuộc phản kích ngắn vào Zvenigorodka nhằm đánh chiếm một bàn đạp có lợi thế để tấn công Uman nhưng đã bị 3 sư đoàn xe tăng Đức đẩy lùi. Trong khi các hoạt động quân sự trên hướng Nam Kiev tạm lắng thì ngày 27 tháng 1, cánh Bắc của Phương diện quân Ukraina 1 tiếp tục mở Chiến dịch tấn công Rovno–Lutsk, một chiến dịch tuy không lớn nhưng có ý nghĩa quan trọng về nghi binh chiến thuật.

## Kết quả và ảnh hưởng
Trong chiến dịch tấn công Zhitomir–Berdichev, Quân đội Liên Xô chưa đạt được mục tiêu cuối cùng theo kế hoạch đề ra. Chỉ có cánh Bắc của Phương diện quân Ukraina 1 là đạt được kết quả tốt nhất khi các tập đoàn quân 13, 60 và Cận vệ 1 đã vượt qua được hai tuyến phòng thủ của quân Đức trên sông Uborth và sông Sluch để tiếp cận Rovno và Shepetovka. Ở phía Nam, các Tập đoàn quân 27 và 40 mặc dù chỉ tiến thêm được từ 40 đến 90 km nhưng đã đoạt được các tuyến xuất phát có lợi, rất hữu ích cho việc triển khai Chiến dịch hợp vây Korsun-Shevchenkovsky ngay sau đó. Ở giữa mặt trận, mặc dù đánh chiếm được Zhitomir và hai đầu mối đường sắt quan trọng tại Berdichev và Kazatin nhưng quân đội Liên Xô cũng chịu nhiều thiệt hại lớn, đặc biệt là về xe tăng của Tập đoàn quân xe tăng 1. Cuộc đột phá không thành công của Quân đoàn xe tăng cận vệ 11 về Zhmerinka cũng làm yếu đi binh đoàn xe tăng rất quan trọng này. Trong giai đoạn phòng ngự ở hướng Tây Nam và hướng Nam, Quân đội Liên Xô đã lần lượt bẻ gãy các cuộc phản kích của 7 sư đoàn xe tăng, cơ giới và 10 sư đoàn bộ binh Đức, giữ được thế trận để tiếp tục phát triển tấn công trong các chiến dịch tiếp theo.
Mặc dù Quân đội Đức Quốc xã có bị bất ngờ bởi những đòn đánh đầu tiên của hai Tập đoàn quân xe tăng Liên Xô vào chính giữa mặt trận nhưng sau nửa tháng, họ đã tập hợp được lực lượng để phản kích. Việc điều động các quân đoàn xe tăng và bộ binh từ phía Nam lên bị chậm trễ nhưng cũng đủ để ngăn chặn các mũi tấn công bằng xe tăng của quân đội Liên Xô. Đặc biệt là ngăn chặn được đòn đột kích của Tập đoàn quân xe tăng 1 (Liên Xô) vào Zhmerinka và các cuộc phản kích buộc Tập đoàn quân xe tăng 1, Tập đoàn quân 38, Quân đoàn xe tăng cận vệ 5 (Liên Xô) phải lùi thêm về phía Kiev 30 km sau khi họ đã tiến được hơn 100 km. Quân đội Đức Quốc xã cũng giữ được phòng tuyến sông Nam Bug và con đường sắt quan trọng chạy giữa hai con sông Nam Bug và Dniestr, phục vụ cho việc cơ động các sư đoàn xe tăng dọc theo tuyến mặt trận.
Đòn phản kích của 3 sư đoàn xe tăng (Đức) chặn đứng mũi tấn công của Tập đoàn quân 40 và Tập đoàn quân 27 (Liên Xô) ở tuyến Zhvenigorod - Tarasha - Rzhishev tuy thành công nhưng đã làm bộc lộ ý đồ tập trung binh lực tại khu vực "vòng cung Dniepr" để tái chiếm Kiev của Cụm tập đoàn quân Nam theo lệnh của Hitler. Phát hiện được một số lượng sinh lực và xe tăng lớn của quân Đức tại khu vực này, cùng với các tấm bản đồ đoạt được và tin tức tình báo. Quân đội Liên Xô đã chủ động chuyển hướng tấn công, mở Chiến dịch hợp vây Korsun-Shevchenkovsky để thanh toán nguy cơ tiềm ẩn bên sườn hai phương diện quân Ukraina 1 và Ukraina 2.